# Naujoji Banga
Naujoji Banga (lit.: Novi val) je bio litavski list koji je izlazio u Montevideu, u Urugvaju. Izlazio je dva puta tjedno u razdoblju od 1931. do 1940.
Naujoji Banga je također bilo glasilo litavskoga krila Socijalističke partije Urugvaja.